# کام (مجارستان)

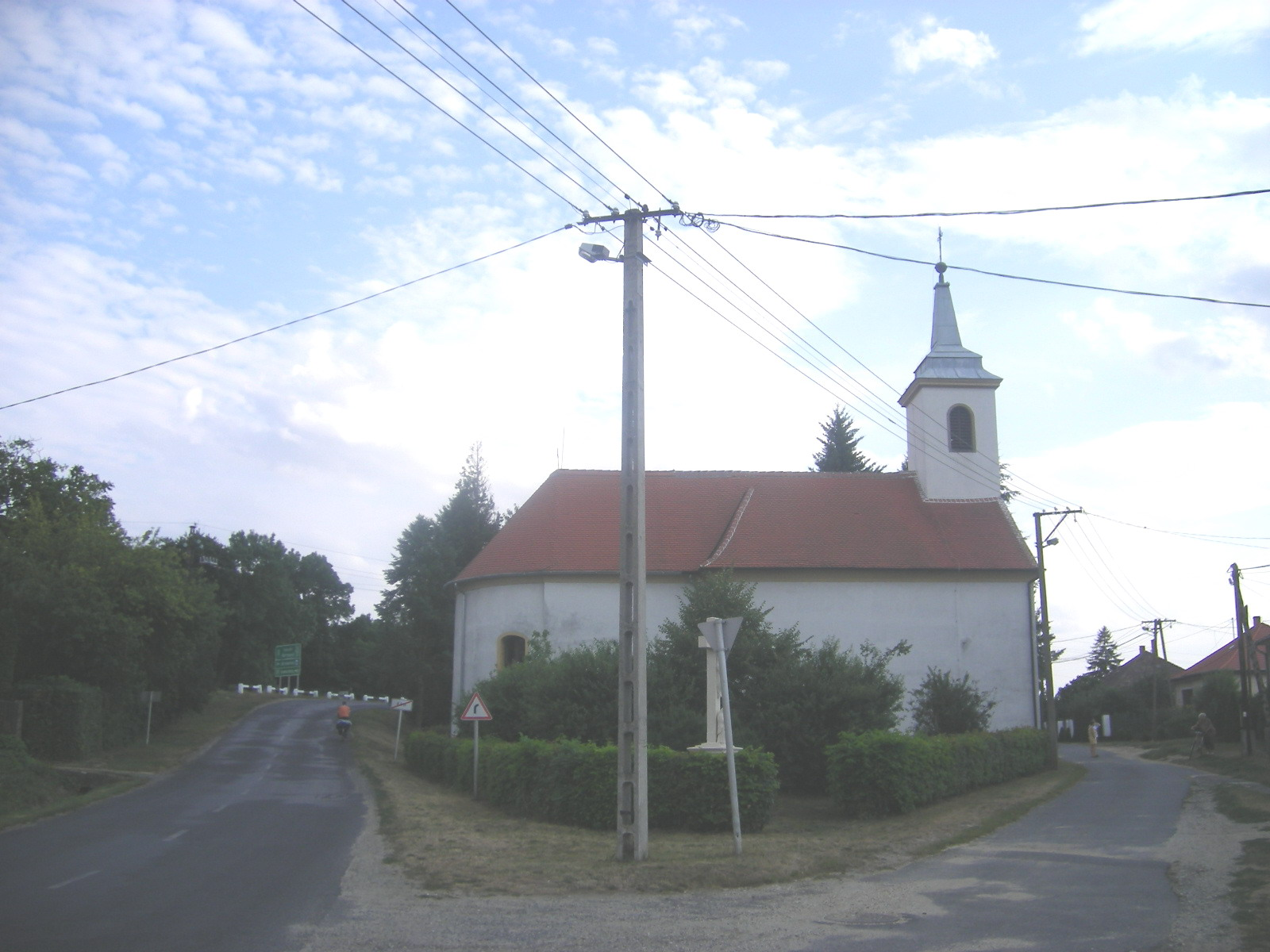
کام (مجارستان)

کام (به مجاری:  Kám) یک شهرداری در مجارستان است که در واش واقع شده‌است. کام ۱۵٫۳ کیلومتر مربع مساحت و ۴۶۵ نفر جمعیت دارد.